# Covert (Nueva York)
Covert es un pueblo ubicado en el condado de Seneca, en el estado estadounidense de Nueva York. En censo del año 2010 tenía una población de 2,154 habitantes. Tiene una población estimada, en 2019, de 2,086 habitantes.

## Geografía
Covert se encuentra ubicado en las coordenadas 42°35′37″N 76°42′0″O / 42.59361, -76.70000.

## Demografía
Según la Oficina del Censo en 2000 los ingresos medios por hogar en la localidad eran de $38,068, y los ingresos medios por familia eran $45,759. Los hombres tenían unos ingresos medios de $31,328 frente a los $27,955 para las mujeres. La renta per cápita para la localidad era de $19,757. Alrededor del 10% de la población estaban por debajo del umbral de pobreza.